# Polacy w Rosji
Polacy w Rosji – jedna z mniejszości narodowych, zamieszkujących Federację Rosyjską.
Według spisu powszechnego z 2002 roku, Rosję zamieszkiwało około 73 tys. Polaków, osiem lat później podczas kolejnego spisu powszechnego narodowość polską zadeklarowało już tylko około 47 tys. osób, natomiast według danych ze spisu powszechnego z 2021 Rosję zamieszkiwało już tylko około 22 tys. Polaków.

## Liczebność i rozmieszczenie na obszarze kraju
Według danych rosyjskiego spisu powszechnego z roku 2002, polską narodowość zadeklarowało 73 001 (0,05%) mieszkańców kraju, jednak według niektórych polskich szacunków, liczba Polaków w Rosji może dochodzić nawet do 300 tys. osób. Zgodnie z wynikami spisu z 2002 roku Polacy w Rosji zamieszkiwali wówczas przede wszystkim wielkie miasta: Moskwę (4456 osób), Petersburg (4451 osób), w dalszej kolejności obwody królewiecki (3918 osób) i tiumeński (3427 osób), Republikę Karelii (3022 osób) i Kraj Krasnodarski (2958 osób).
| Populacja | 197 827 | 147 545 | 118 422 | 107 084 | 99 733 | 94 594 | 73 001 | 47 125 | 22 024 |
| Odsetek | 0,19%   | 0,13%   | 0,1%    | 0,08%   | 0,07%  | 0,06%  | 0,05%  | 0.03%  | 0.01%  |
| W 1926 roku Rosyjska FSRR obejmowała także terytorium dzisiejszych: Kazachstanu, Kirgistanu, Krymu, wschodniej Białorusi i część Uzbekistanu. W 1939 roku Rosyjska FSRR obejmowała także terytorium Krymu. W 2021 roku spis powszechny obejmował także terytorium Krymu. |         |         |         |         |        |        |        |        |        |

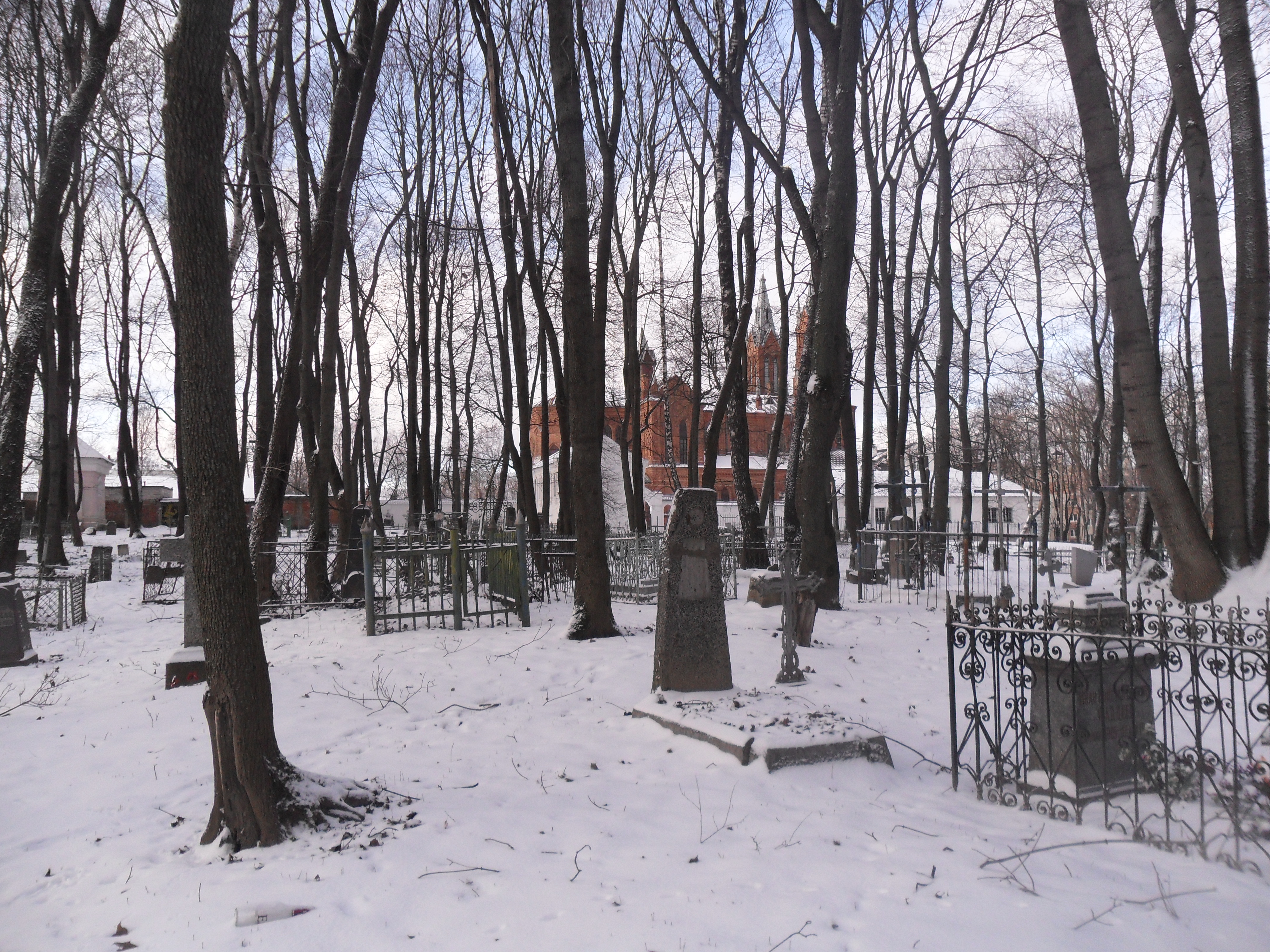
Cmentarz polski w Smoleńsku

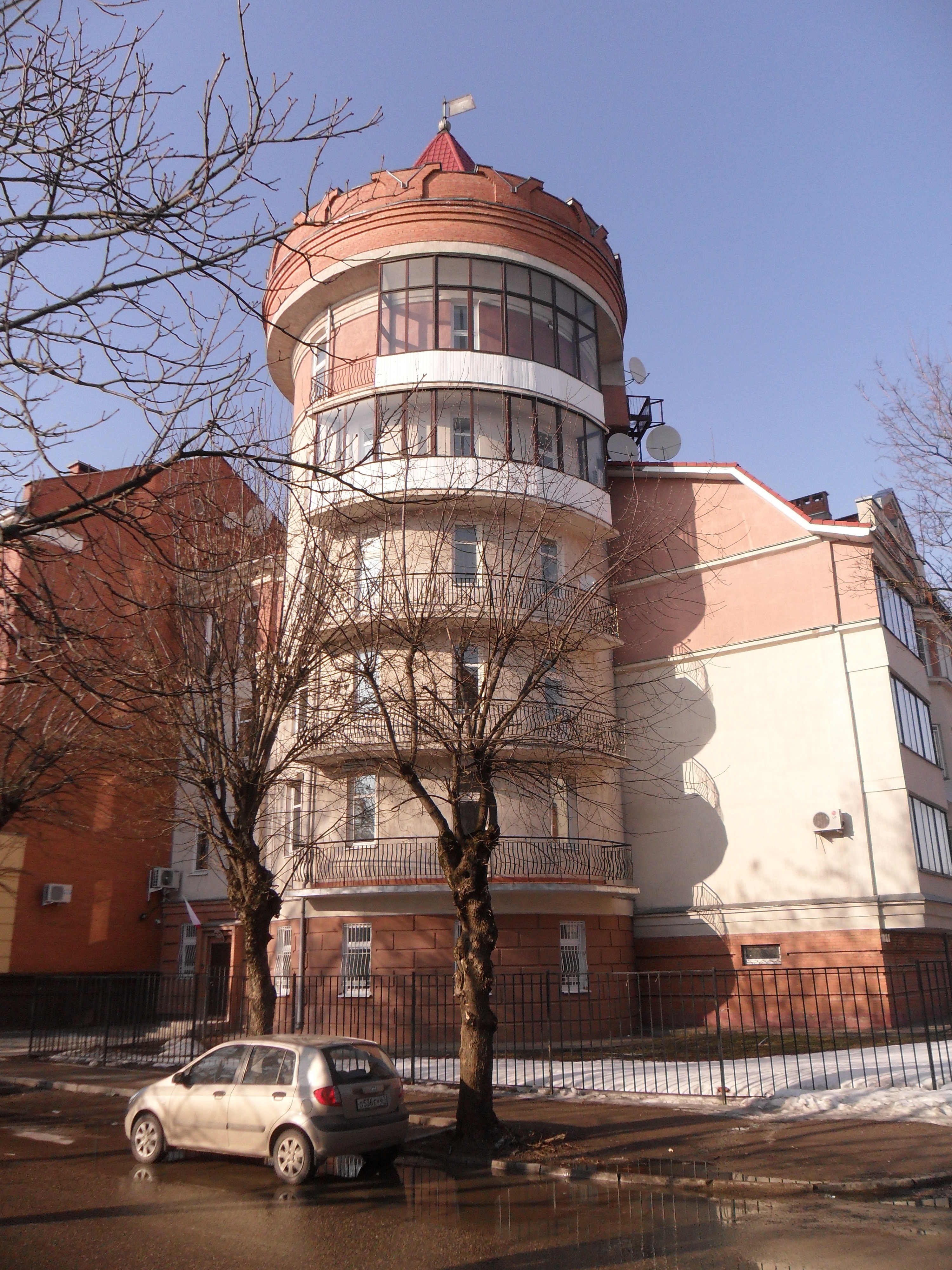
Konsulat RP w Smoleńsku

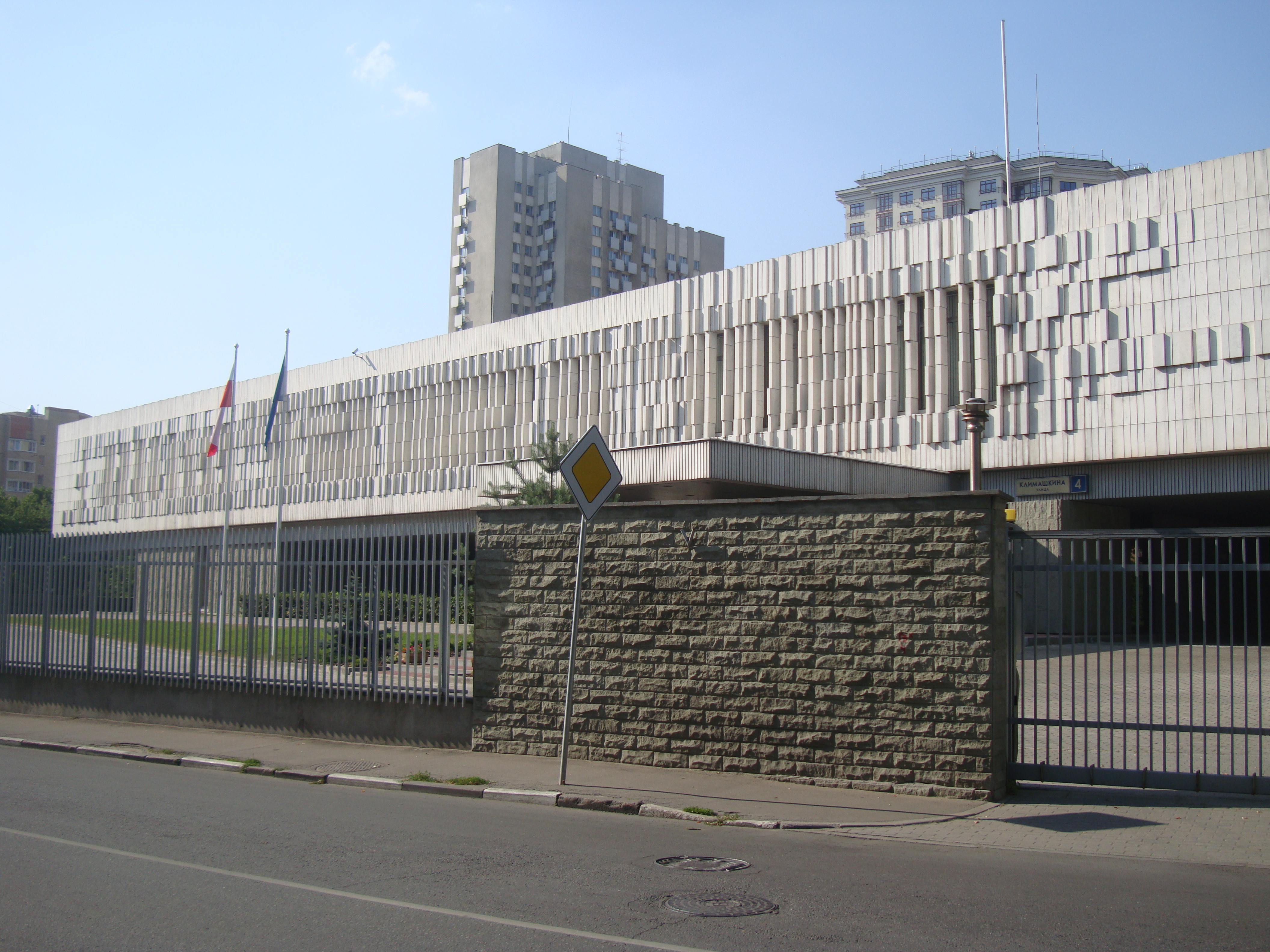
Ambasada RP w Moskwie

| Obwód                  | Liczba Polaków | % populacji obwodu |
| ---------------------- | -------------- | ------------------ |
| Obwód królewiecki      | 2788           | 0,30%              |
| Obwód murmański        | 652            | 0,08%              |
| Obwód leningradzki     | 1028           | 0,06%              |
| Obwód smoleński        | 466            | 0,05%              |
| Obwód pskowski         | 359            | 0,05%              |
| Obwód nowogrodzki      | 232            | 0,04%              |
| Obwód moskiewski       | 1987           | 0,03%              |
| Obwód rostowski        | 1074           | 0,03%              |
| Obwód samarski         | 917            | 0,03%              |
| Obwód wołgogradzki     | 764            | 0,03%              |
| Obwód saratowski       | 678            | 0,03%              |
| Obwód orenburski       | 525            | 0,03%              |
| Obwód archangielski    | 390            | 0,03%              |
| Obwód kałuski          | 352            | 0,03%              |
| Obwód woroneski        | 373            | 0,02%              |
| Obwód włodzimierski    | 304            | 0,02%              |
| Obwód tulski           | 269            | 0,02%              |
| Obwód wołogodzki       | 249            | 0,02%              |
| Obwód briański         | 197            | 0,02%              |
| Obwód niżnonowogrodzki | 378            | 0,01%              |

| Obwód              | Liczba Polaków | % populacji obwodu |
| ------------------ | -------------- | ------------------ |
| Obwód omski        | 2231           | 0,11%              |
| Obwód tiumeński    | 2418           | 0,07%              |
| Obwód tomski       | 750            | 0,07%              |
| Obwód magadański   | 111            | 0,07%              |
| Obwód irkucki      | 1364           | 0,06%              |
| Obwód sachaliński  | 227            | 0,05%              |
| Obwód amurski      | 368            | 0,04%              |
| Obwód swierdłowski | 1449           | 0,03%              |
| Obwód czelabiński  | 1185           | 0,03%              |
| Obwód nowosybirski | 816            | 0,03%              |
| Obwód kemerowski   | 750            | 0,03%              |
| Obwód kurgański    | 303            | 0,03%              |

| Republika | Liczba Polaków | % populacji republiki |
| --------- | -------------- | --------------------- |
| Karelia   | 1849           | 0,29%                 |
| Komi      | 843            | 0,09%                 |
| Chakasja  | 273            | 0,05%                 |
| Jakucja   | 297            | 0,03%                 |
| Udmurcja  | 235            | 0,02%                 |
| Baszkiria | 504            | 0,01%                 |
| Tatarstan | 443            | 0,01%                 |

## Historia
Historia Polaków na ziemiach rosyjskich sięga początków państwowości rosyjskiej. Wielu wybitnych przedstawicieli kultury rosyjskiej, jak i najwyższych władz było polskiej narodowości i odegrało znaczącą rolę w historii państwa rosyjskiego. Część Polaków to także potomkowie carskich lub radzieckich zesłańców z XIX i pierwszej połowy XX wieku. Wielu Polaków pochodzących najczęściej z byłych republik radzieckich osiedliło się w Rosji dopiero po 1991 roku.

### Polacy w Carstwie Rosyjskim

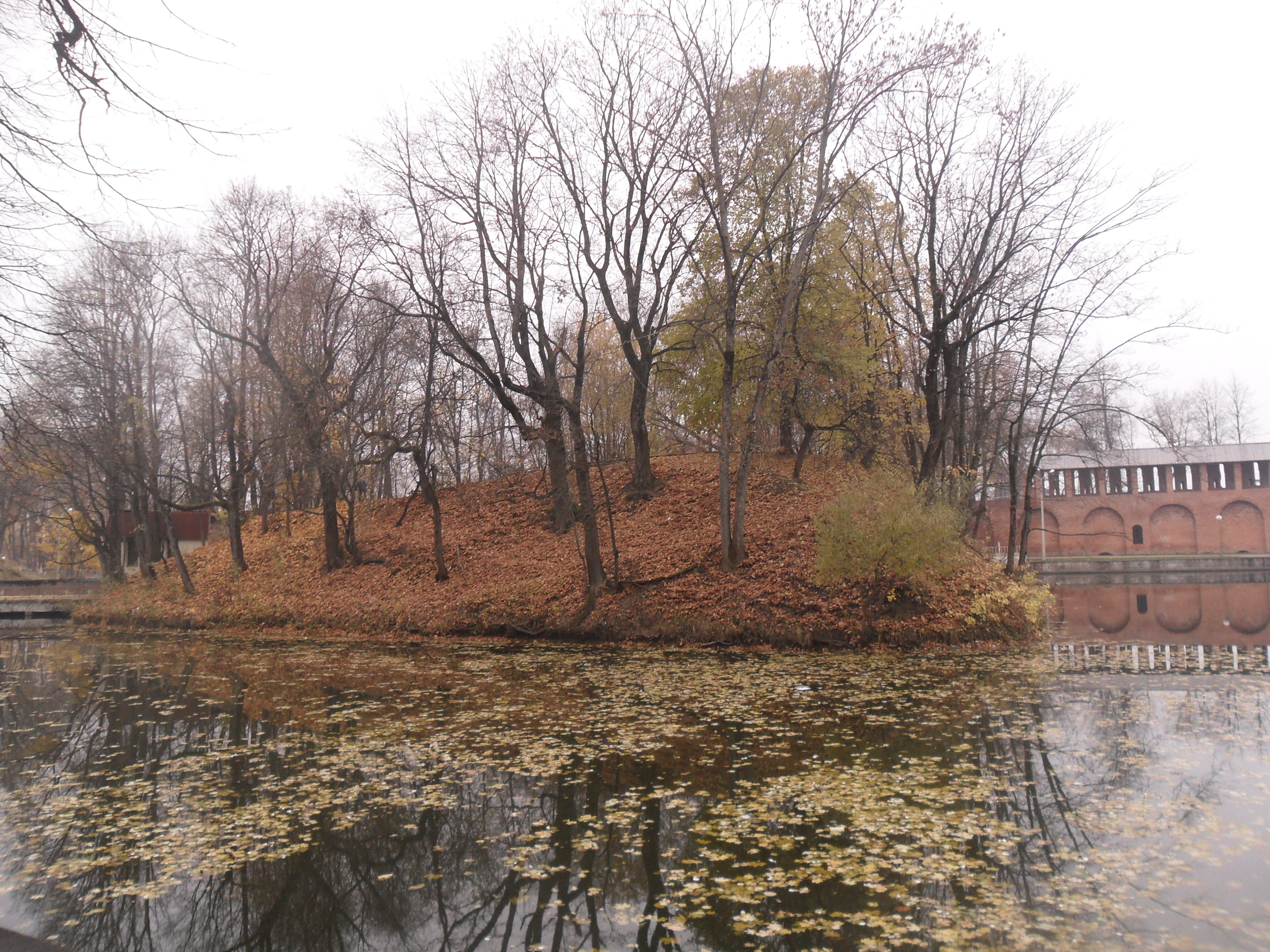
Bastion królewski Zygmunta III Wazy w Smoleńsku

Poszczególni Polacy byli obecni na ziemiach rosyjskich od zarania państwowości rosyjskiej, jednak trwała polska diaspora w Rosji została ukształtowana w okresie od XVII do XX wieku. Początków trwałej diaspory można dopatrywać się w polskiej kolonizacji wschodnich ziem Wielkiego Księstwa Litewskiego, które następnie zostały w XVI i XVII wieku wcielone do państwa rosyjskiego. Znalazłszy się pod rosyjskim panowaniem szlachta polska na ogół przyjmowała poddaństwo rosyjskie wraz z prawosławiem i nie powracała już do Korony. Najznaczniejszym przykładem jest rosyjska gałąź rodu Glinków herbu Trzaska pochodzących z ziemi łomżyńskiej. Po utracie Smoleńska przez Polskę w 1667 roku Glinkowie pozostali w smoleńskim majątku, przyjmując poddaństwo rosyjskie i prawosławie. Carskie władze zachowały im w zamian przywileje szlacheckie w tym herb Trzaska oraz nadania królewskie. Wywodzący się z tejże rodziny Michaił Glinka uważany jest za twórcę narodowej opery rosyjskiej. W rezultacie około dwustu herbów rosyjskich posiada polskie i litewskie korzenie. Część z herbów było używanych w niezmienionej lub tylko nieznacznie zmienionej formie i nadal wyglądały tak samo jak te polskie.
W latach 1665–1685 istniało państwo Jaxa na obszarze dzisiejszego Dalekiego Wschodu Rosji, utworzone przez polskiego zesłańca Nicefora Czernichowskiego.

### Polacy w Imperium Rosyjskim

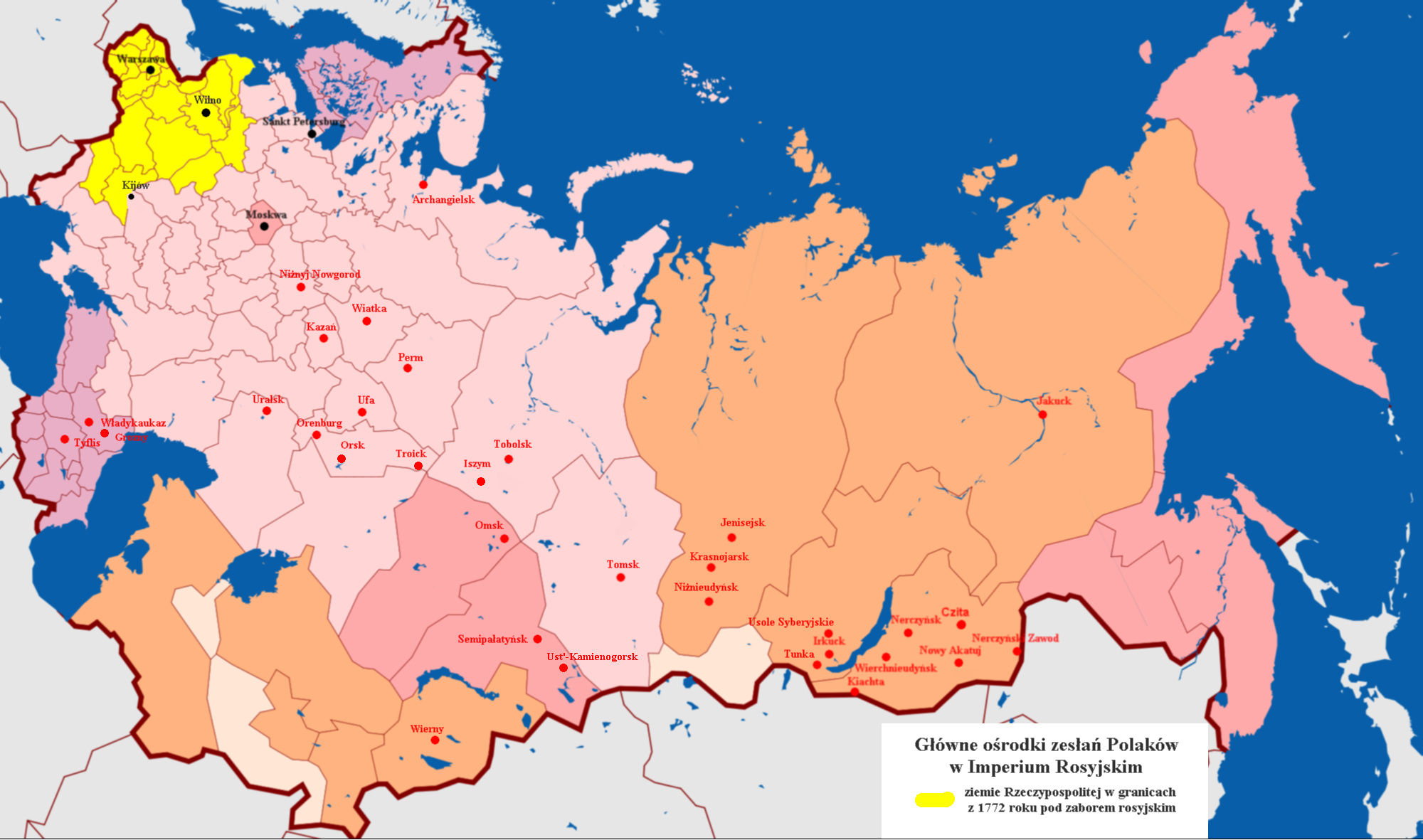
Główne ośrodki zesłań Polaków w Imperium Rosyjskim

Polacy osiedlali się na ziemiach dzisiejszej Rosji dobrowolnie lub pod przymusem – na skutek carskich zsyłek w XIX wieku. Polacy o wysokich kwalifikacjach, jak naukowcy, technicy, niektórzy urzędnicy, artyści, aktorzy osiedlali się najczęściej w metropoliach. Zesłańcy tymczasem byli osiedlani przymusowo w słabo zaludnionych regionach, szczególnie na północy i wschodzie kraju w celu ich zagospodarowania.

Polskojęzyczni w Rosji według spisu ludności z 1897 roku

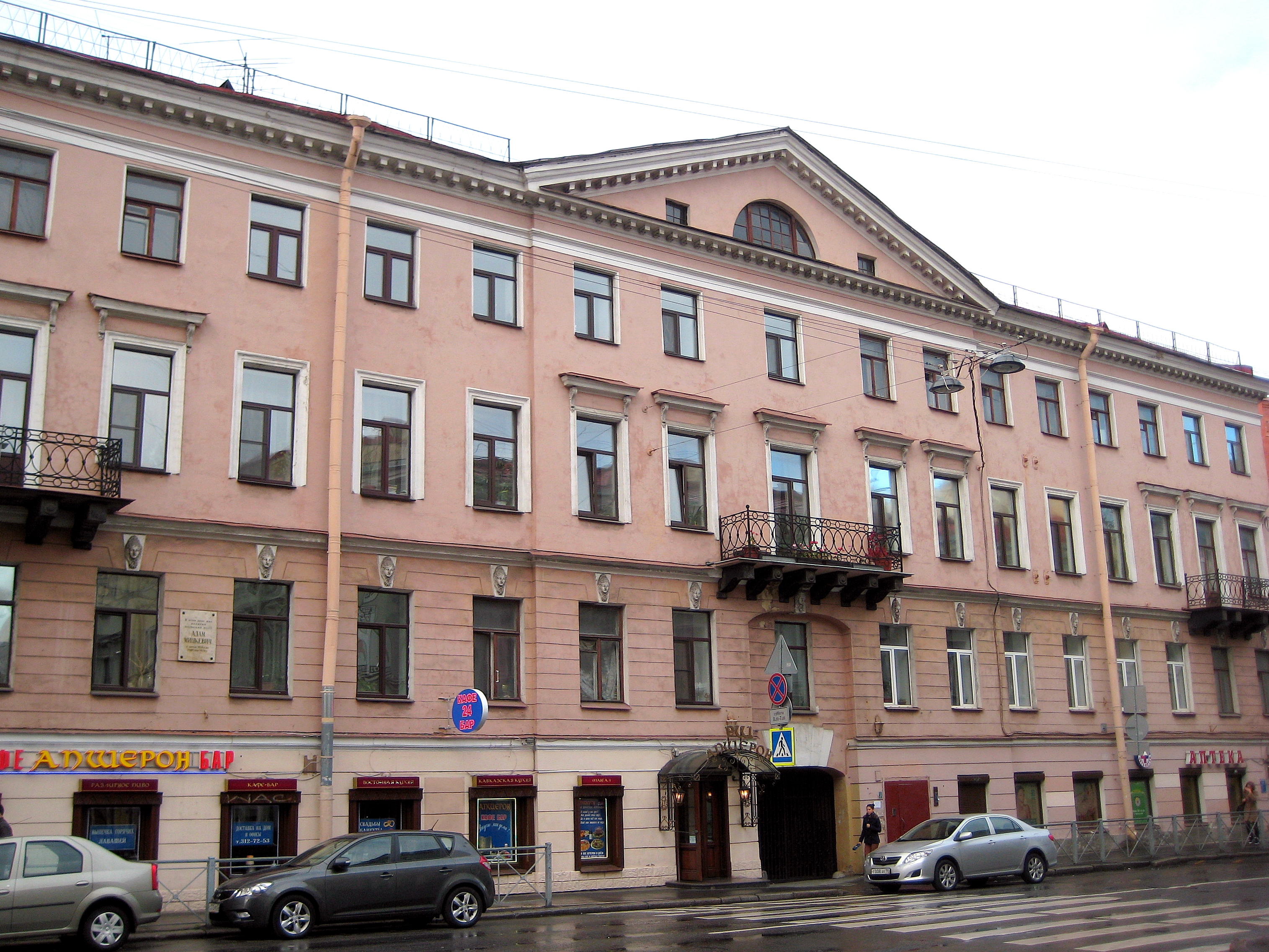
Dom w Petersburgu, w którym mieszkał Adam Mickiewicz od kwietnia 1828 do maja 1829 r.

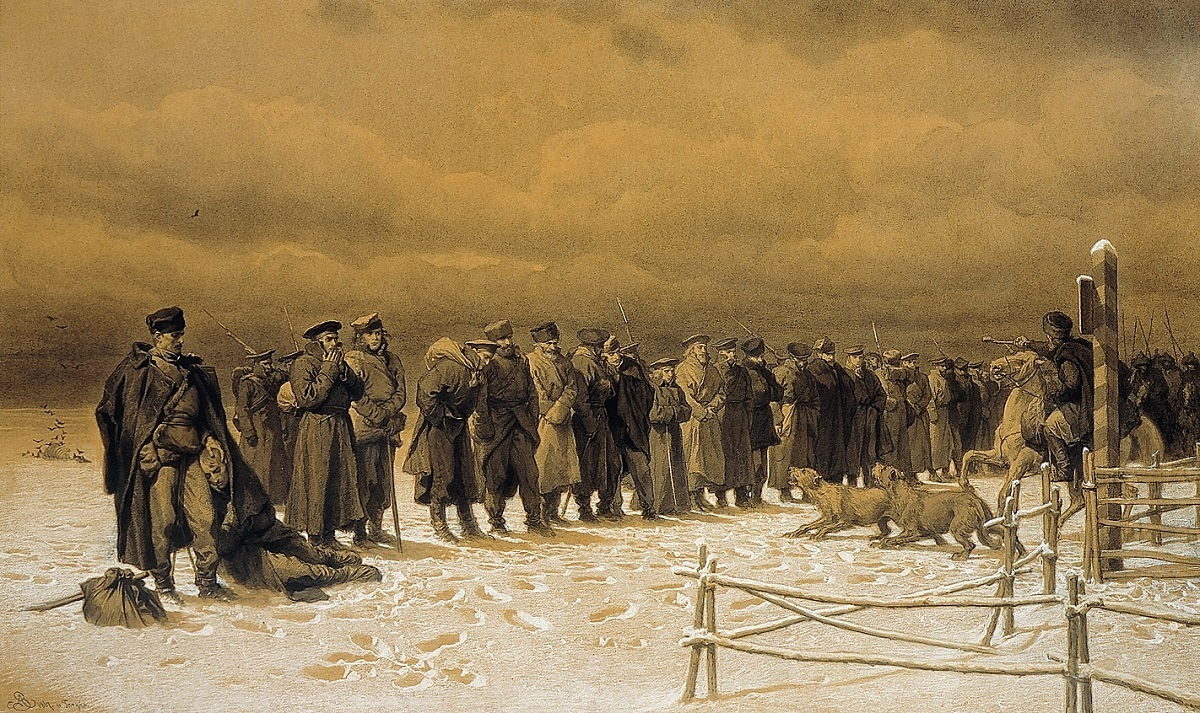
Pochód na Sybir, obraz Artura Grottgera

Liczebność Polaków (na podstawie kryterium językowego) w 20 największych miastach Imperium Rosyjskiego w 1897, do dziś znajdujących się w granicach Rosji:
| Miasto               | Liczba Polaków | % populacji miasta |
| -------------------- | -------------- | ------------------ |
| Petersburg           | 36 729         | 2,90%              |
| Moskwa               | 9236           | 0,89%              |
| Saratów              | 1728           | 1,26%              |
| Kazań                | 1479           | 1,14%              |
| Rostów nad Donem     | 1444           | 1,21%              |
| Tuła                 | 658            | 0,57%              |
| Astrachań            | 640            | 0,57%              |
| Niżny Nowogród       | 838            | 0,93%              |
| Samara               | 958            | 1,06%              |
| Woroneż              | 1058           | 1,31%              |
| Kursk                | 1222           | 1,61%              |
| Orenburg             | 718            | 0,99%              |
| Jarosław             | 848            | 1,18%              |
| Orzeł                | 1429           | 2,05%              |
| Jekaterynodar        | 674            | 1,03%              |
| Penza                | 598            | 1,00%              |
| Kronsztad            | 2159           | 3,63%              |
| Carycyn              | 119            | 0,22%              |
| Iwanowo-Wozniesieńsk | 56             | 0,10%              |
| Twer                 | 833            | 1,56%              |

### Polacy w Rosyjskiej FSRR
W XX wieku liczebność polskiej diaspory w ZSRR zmniejszała się wskutek akcji repatriacyjnych – po wybuchu rewolucji październikowej, w pierwszych latach powojennych i po odwilży politycznej roku 1956. Wielu Polaków zostało przymusowo przesiedlonych przez władze radzieckie w głąb ZSRR w latach 1939–1941.
Czynione są starania
 o sprowadzenie do kraju rodaków żyjących w najtrudniejszych warunkach we wschodnich rejonach Rosji i w Kazachstanie.

### Polacy w Rosji po 1991 roku
Setki tysięcy kolejnych mieszkańców Rosji posiada polskie korzenie. W Rosji działa szereg organizacji polonijnych, do najznaczniejszych należy Federalna Polska Autonomia Narodowo-Kulturalna „Kongres Polaków w Rosji”, wydawane są także czasopisma polonijne, publikowane polskie książki i prowadzone polskojęzyczne strony internetowe. W Rosji działają tzw. polskie domy, polskie kościoły i odbywają się polskojęzyczne nabożeństwa.
Oprócz niekorzystnych trendów demograficznych położenie polskiej mniejszości utrudniają: autorytarny system rządów w Rosji, zły stan stosunków polsko-rosyjskich oraz antypolska propaganda rosyjskich mediów. Po 2022 roku nasiliły akty wandalizmu i niszczenia polskich miejsc pamięci na terenie Rosji.

## Religia
W Rosji w okresie carskim powstało wiele katolickich kościołów wybudowanych m.in. na potrzeby polskiej diaspory. Do najcenniejszych należą realizacje zamieszkałego w Moskwie polskiego architekta Tomasza Bohdanowicza-Dworzeckiego: Katedra Niepokalanego Poczęcia Najświętszej Marii Panny w Moskwie (1899–1911) i Kościół Polski pod wezwaniem Najświętszego Serca Pana Jezusa w Samarze (1902–1906).
W 1909 roku Andrzej Gwoździowski zaprojektował kościół Najświętszej Maryi Panny we Władywostoku pozostający do 2001 roku największą świątynią katolicką na wschód od Uralu. W 1923 roku kościół zyskał status katedry nowo utworzonej katolickiej diecezji władywostockiej. Pierwszym biskupem diecezji został Karol Śliwowski. W 1991 roku diecezja władywostocka została zniesiona i przyłączona do diecezji Świętego Józefa w Irkucku.
Do współczesnych realizacji należy Katedra Niepokalanego Serca Najświętszej Marii Panny w Irkucku (2000). Projektantami katedry są architekci: A. Chwalibóg, D. Łuniewski, J. Zalewska i M. Matyszczyk, autorem wnętrz i rzeźb jest Wincenty Kućma.

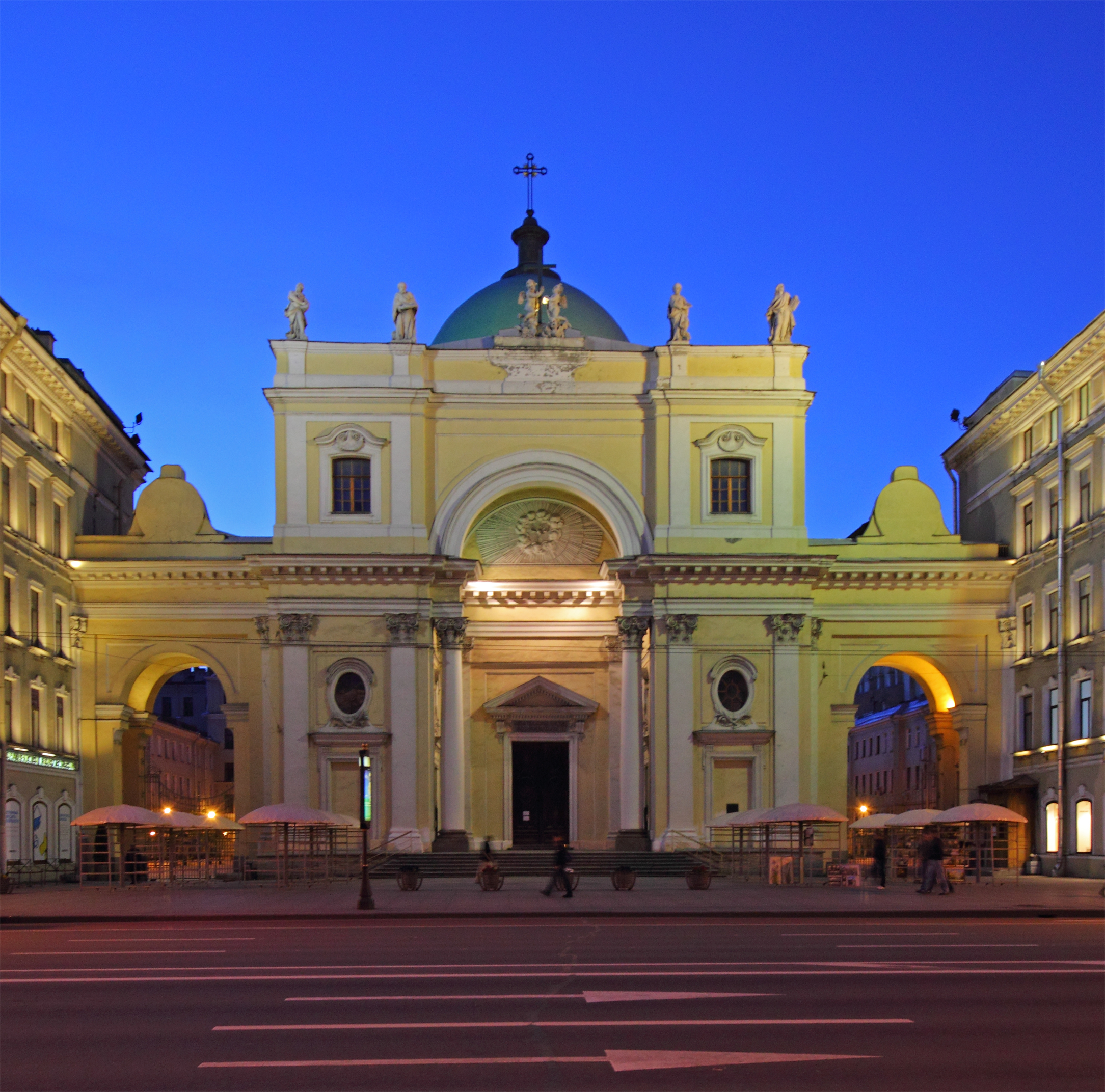
Kościół św. Katarzyny w Petersburgu
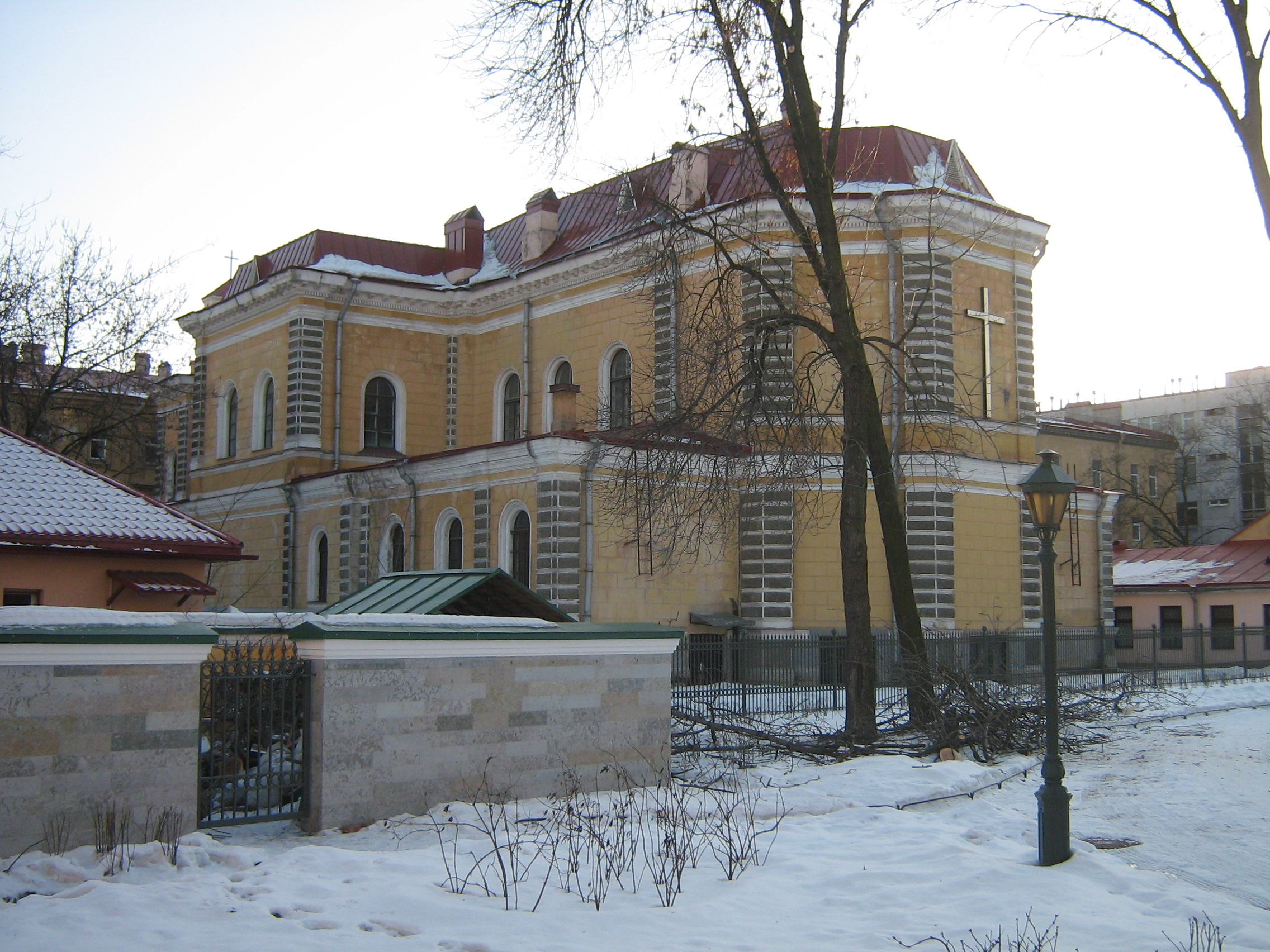
Kościół Zaśnięcia Najświętszej Panny Marii w Petersburgu
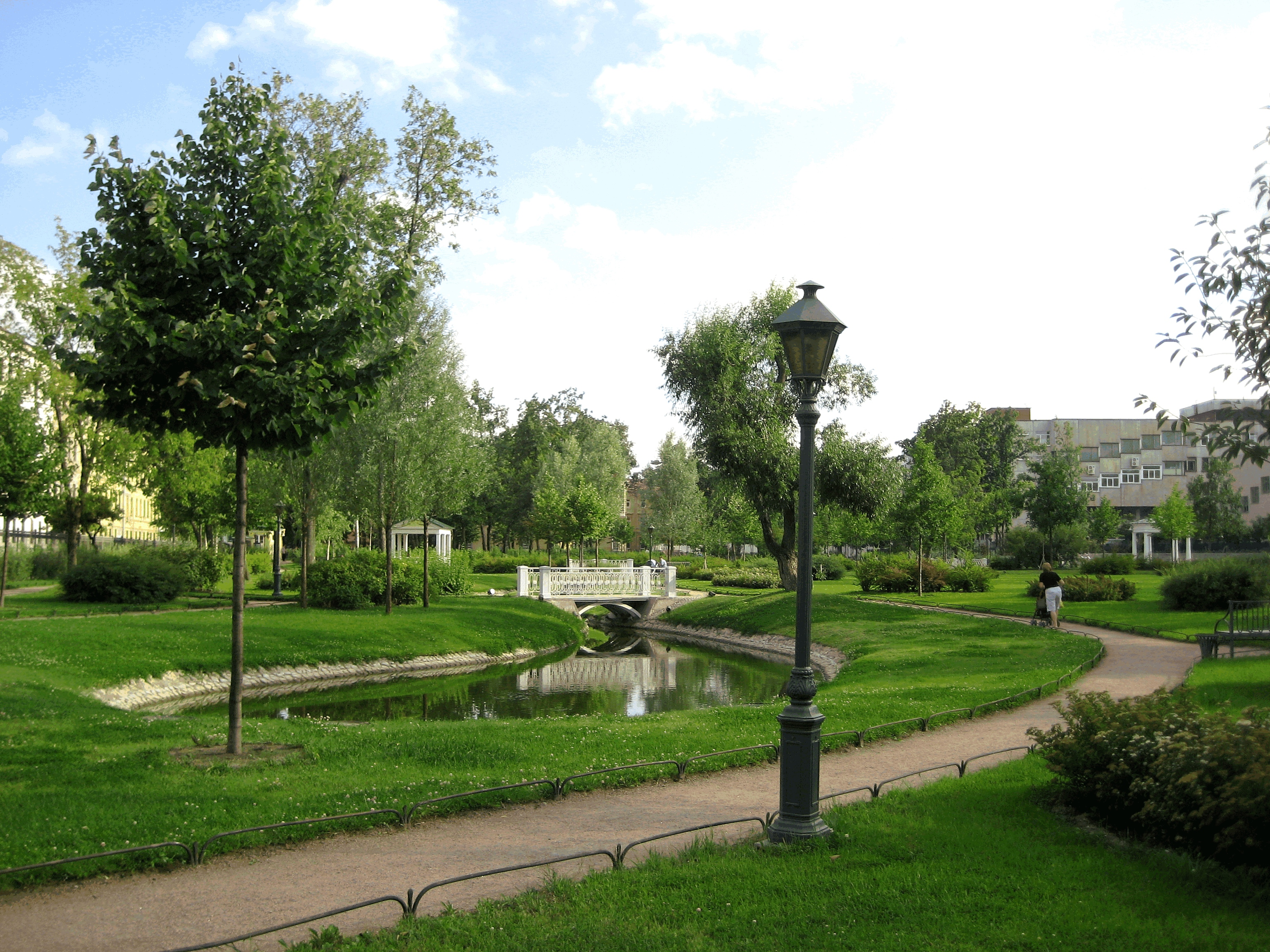
Ogród Polski przy kościele Zaśnięcia Najświętszej Panny Marii w Petersburgu
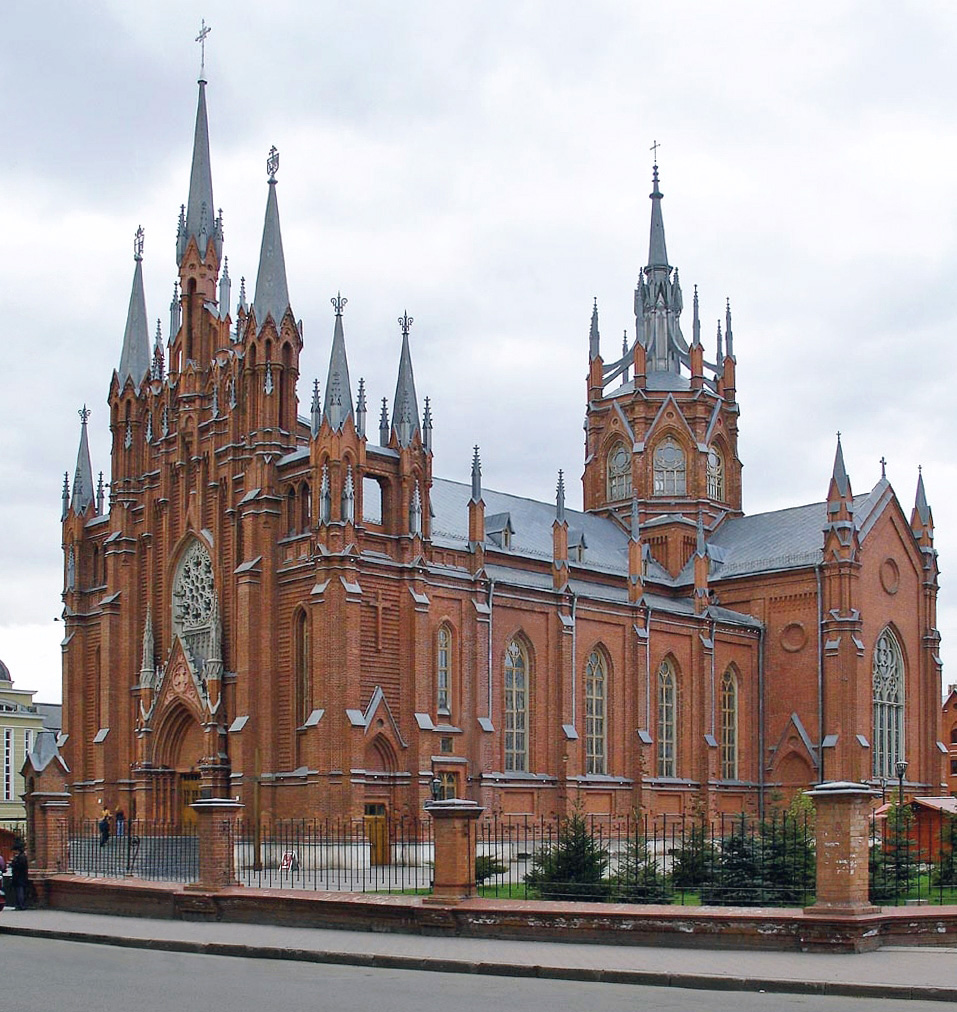
Katedra Niepokalanego Poczęcia Najświętszej Marii Panny w Moskwie, T. Bohdanowicz-Dworzecki
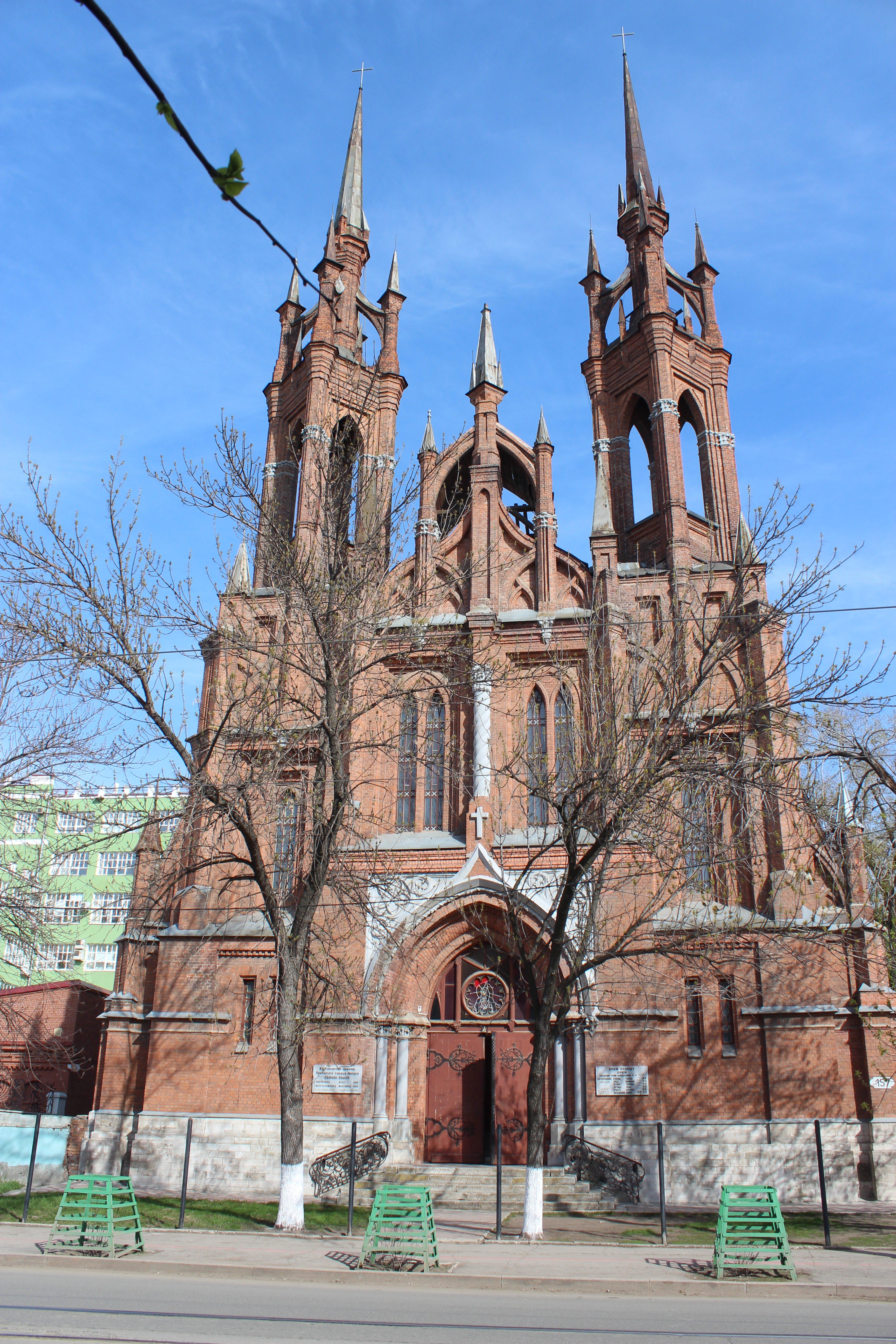
Kościół Polski w Samarze, T. Bohdanowicz-Dworzecki
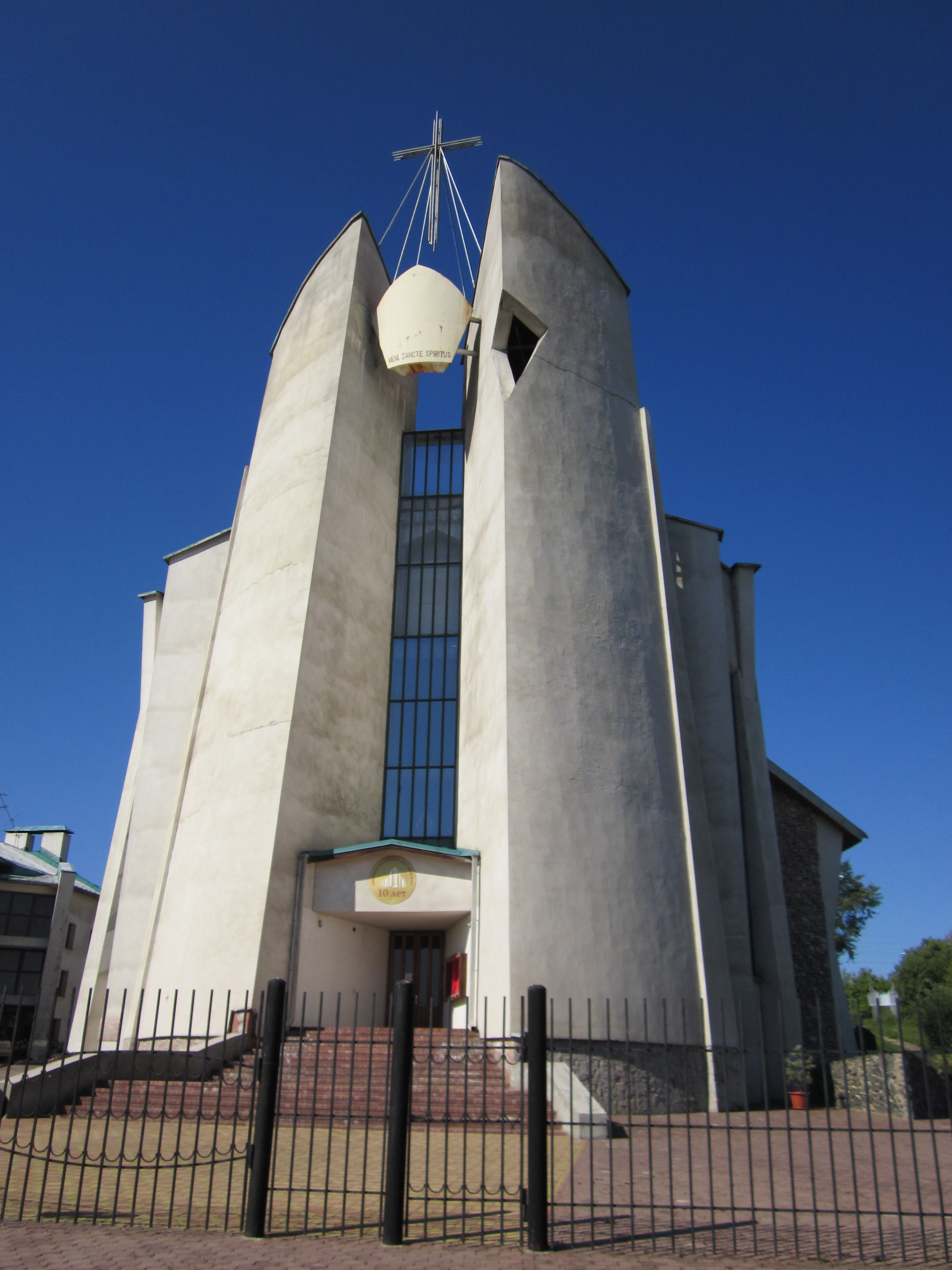
Katedra w Irkucku, A. Chwalibóg, D. Łuniewski, J. Zalewska i M. Matyszczyk
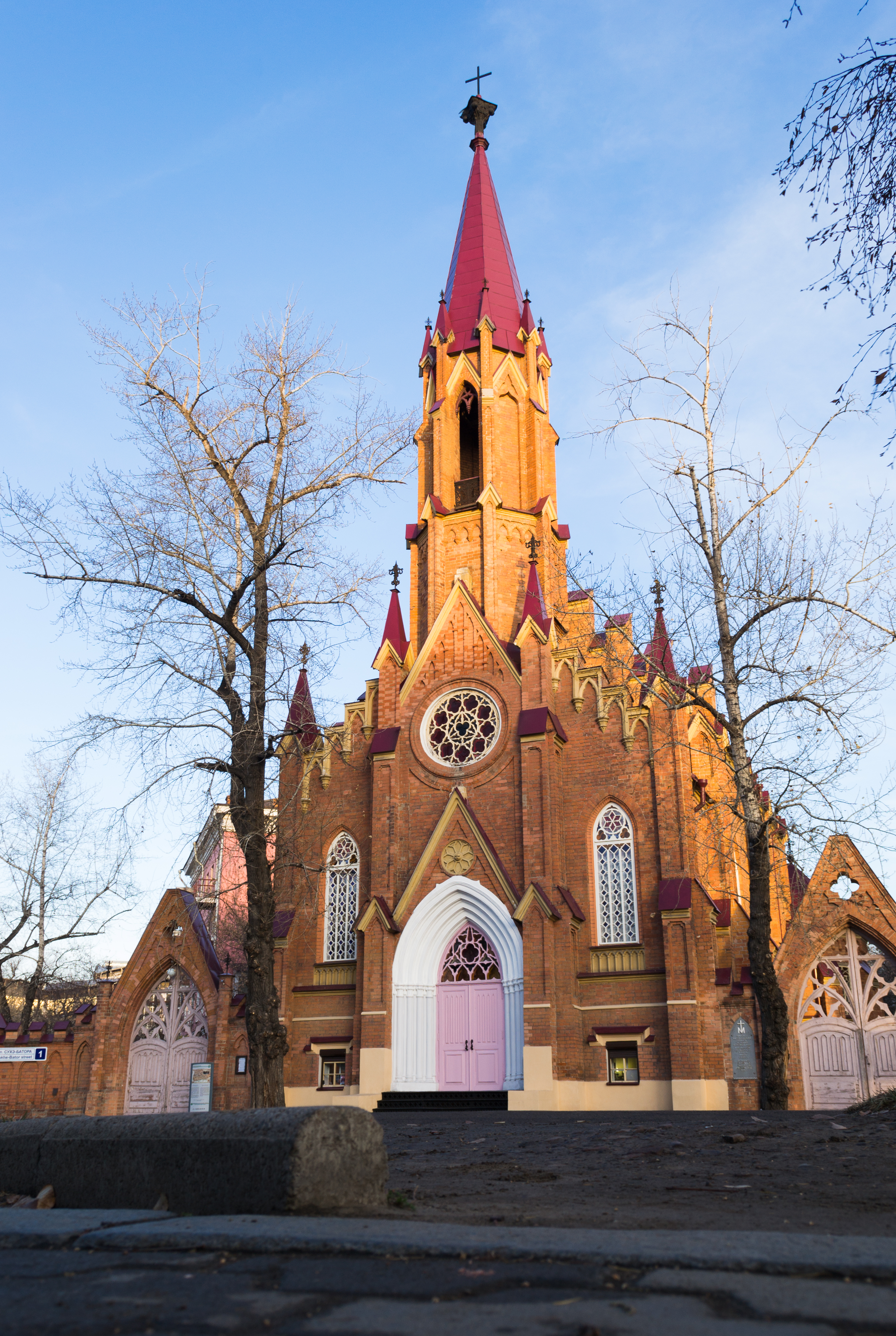
Kościół Wniebowzięcia Najświętszej Maryi Panny w Irkucku, W. Kulikowski
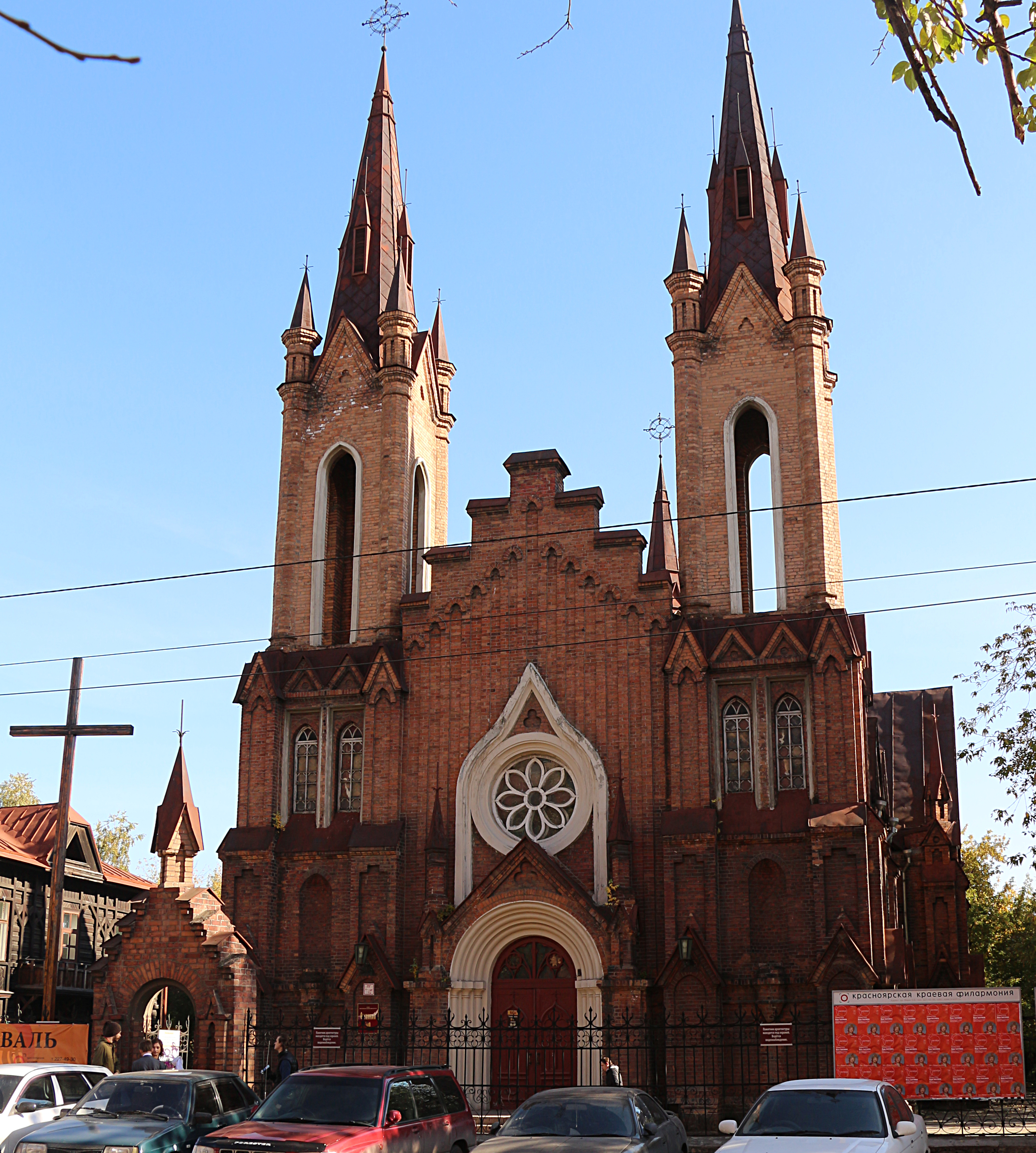
Kościół Przemienienia Pańskiego w Krasnojarsku, W. Sokołowski
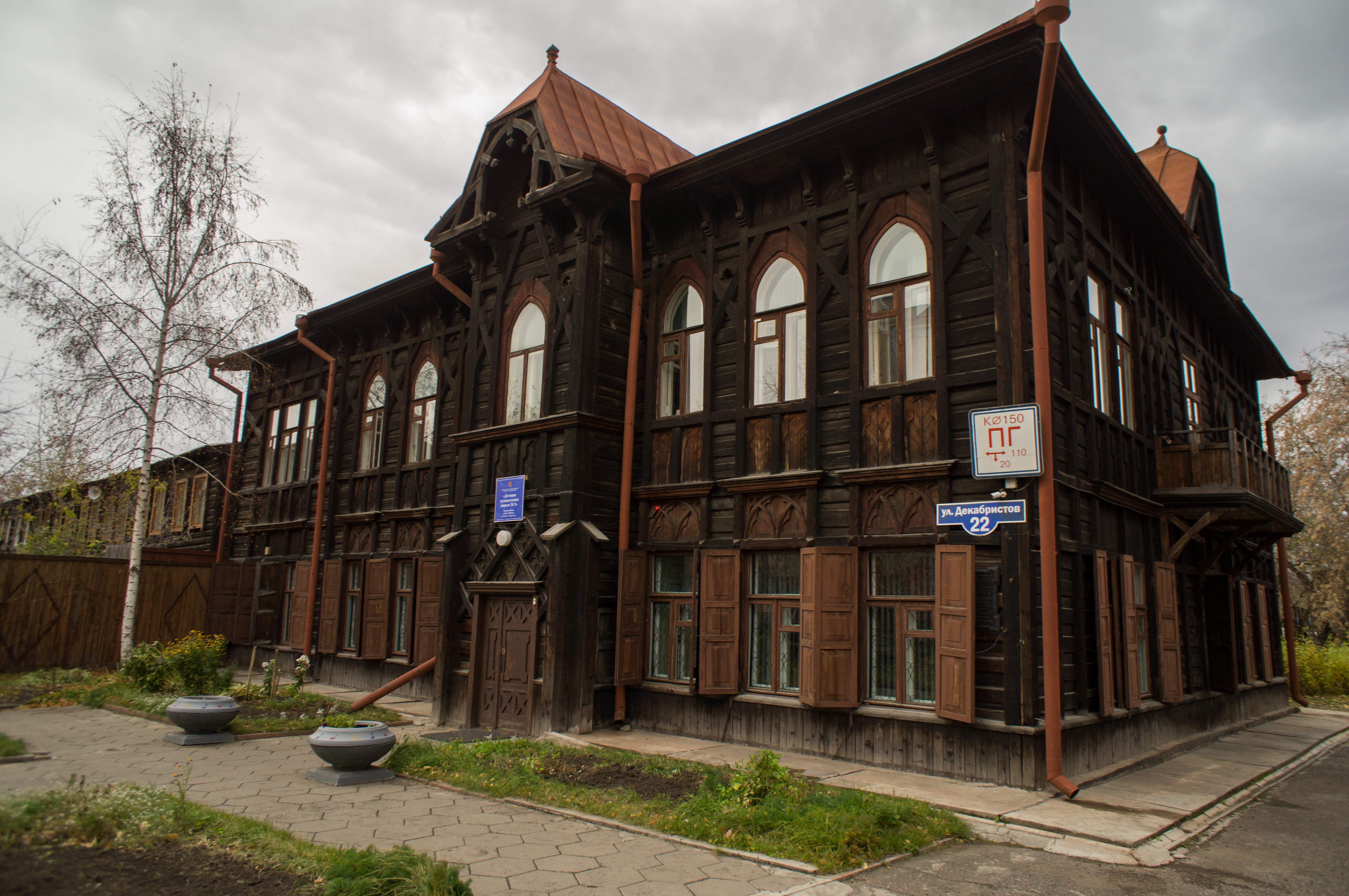
Dawny polski dom parafialny w Krasnojarsku
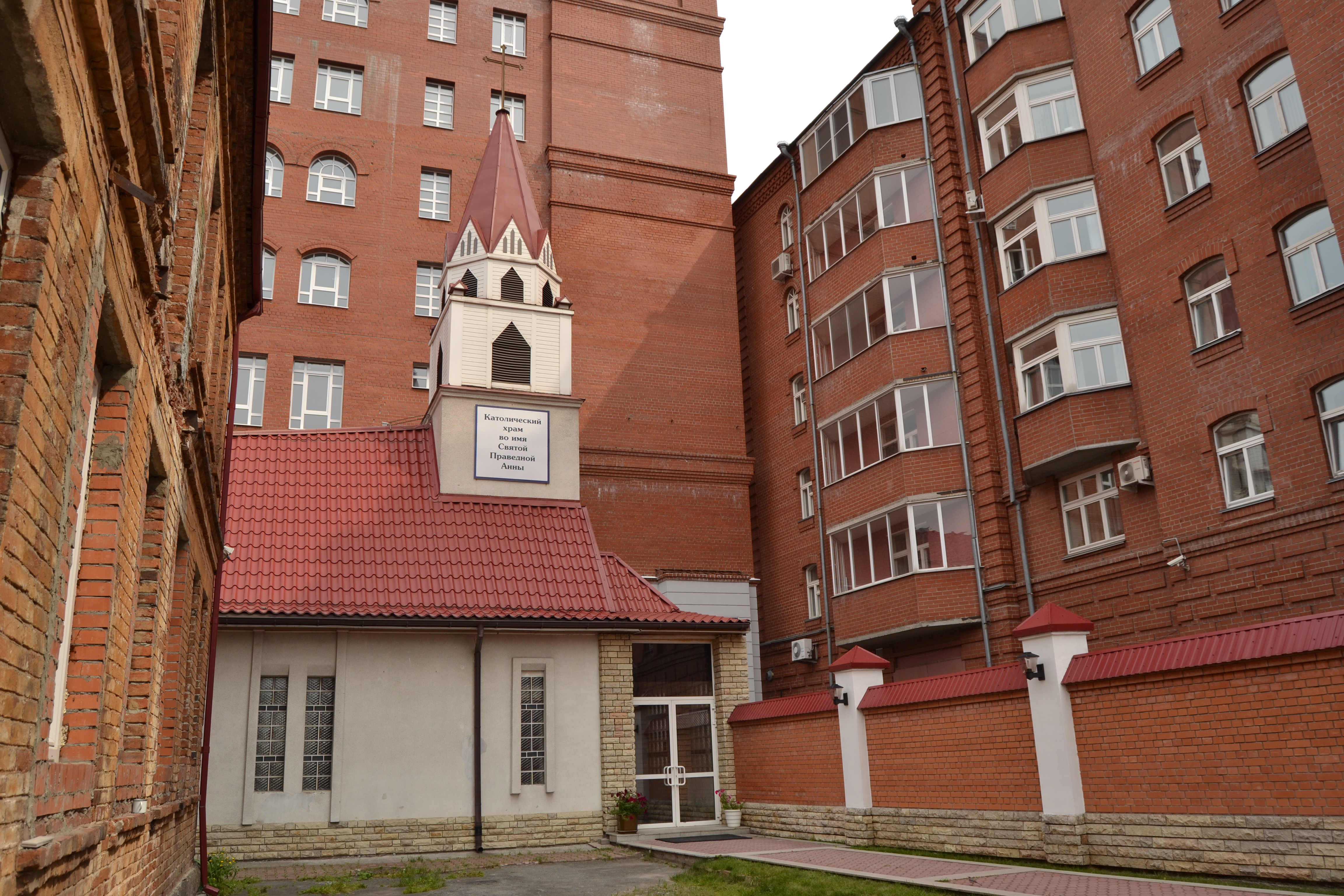
Kościół św. Anny w Jekaterynburgu
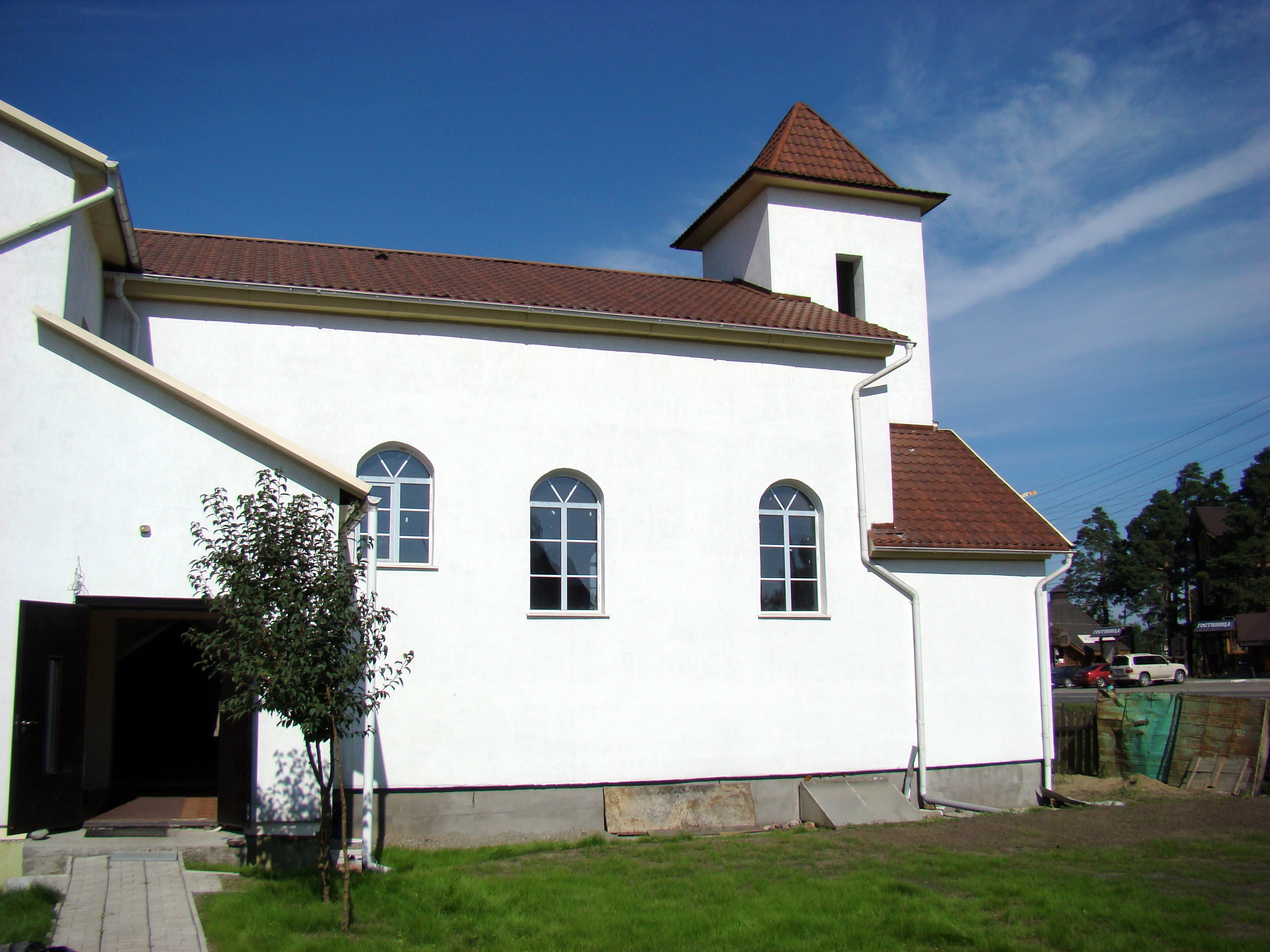
Kościół św. Jana Chrzciciela w Bijsku
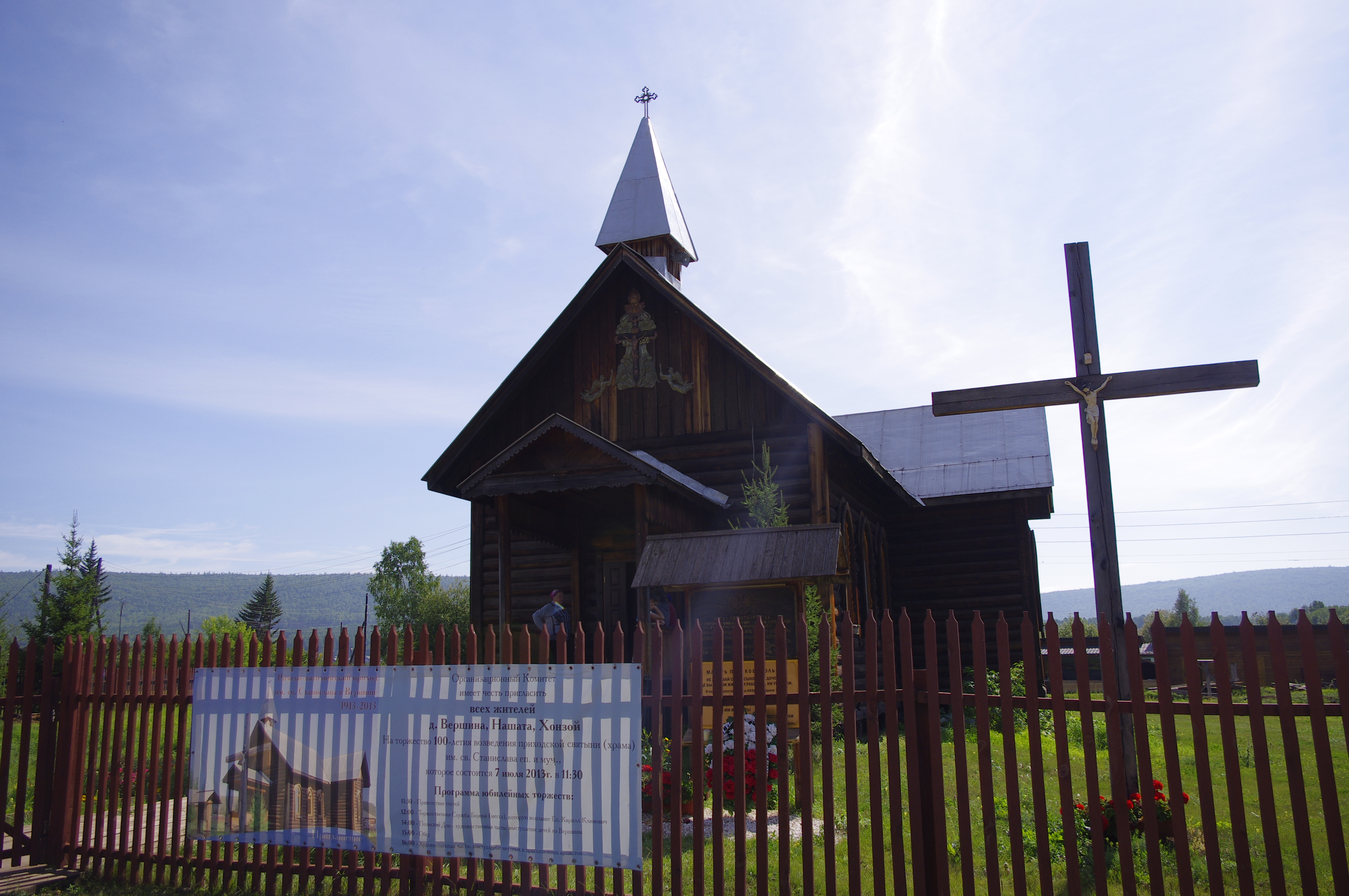
Kościół św. Stanisława w Wierszynie

## Organizacje polonijne

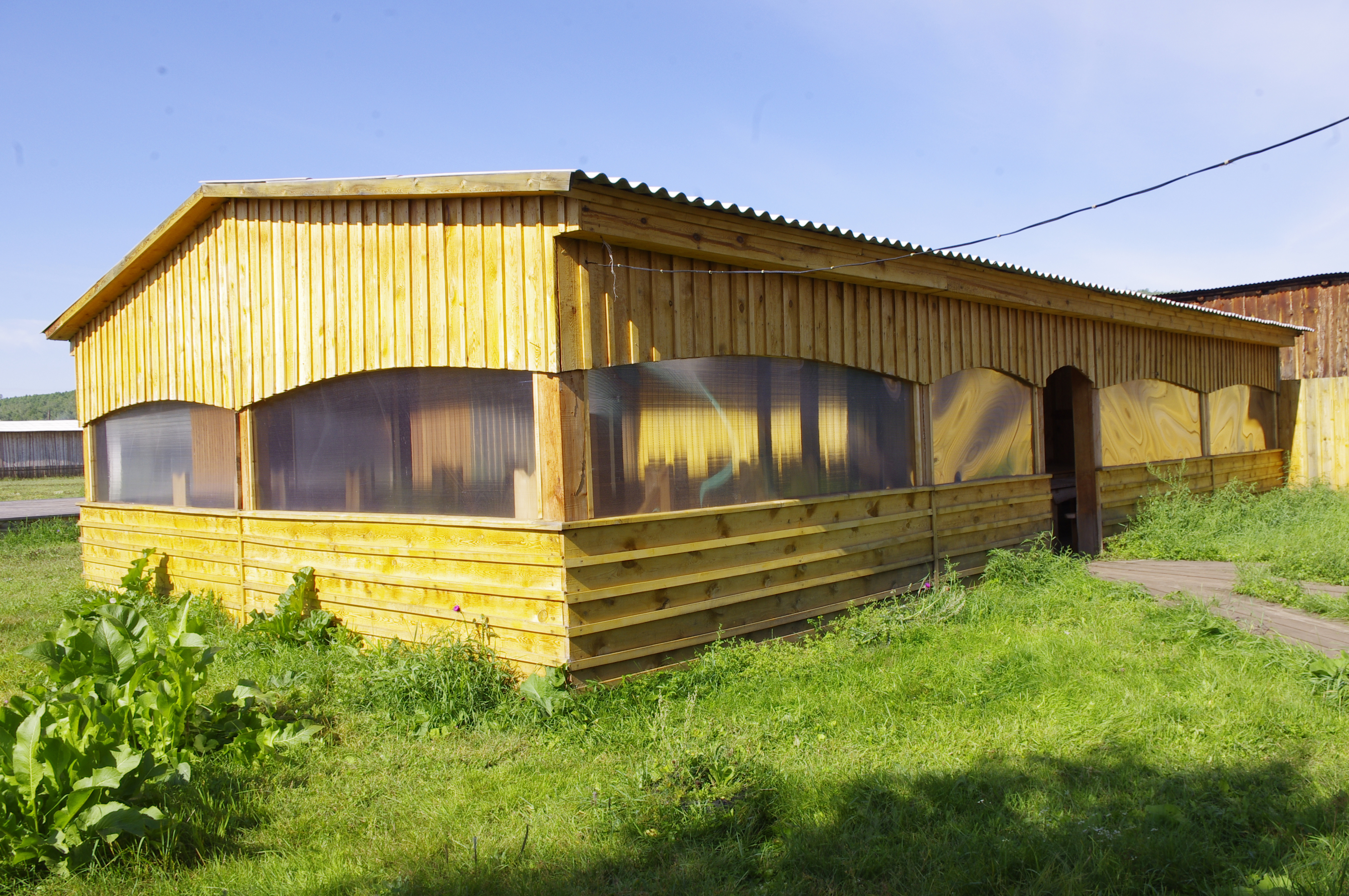
Dom Polski w Wierszynie

Regionalne organizacje polonijne powstały w wielu miastach Rosji, w tym w Abakanie, Barnaule, Bijsku, Władykaukazie, Wołgogradzie, Władywostoku, Jekaterynburgu, Kazaniu, Jarosławiu, Królewcu, Krasnodarze, Mineralnych Wodach, Nalczyku, Nowosybirsku, Orenburgu, Permie, Penzie, Rostowie nad Donem, Petersburgu, Samarze, Smoleńsku, Saratowie, Tomsku, Togliattim, Tiumeni, Ufie i Ułan Ude.
Organizacje polonijne powołały w roku 1992 Federalną Polską Autonomię Narodowo-Kulturalną „Kongres Polaków w Rosji” i utrzymują więź ze Stowarzyszeniem Wspólnota Polska. Obywatele Rosji narodowości polskiej mogą otrzymać Kartę Polaka.

## Media polskie w Rosji
W Rosji ukazują się czasopisma w języku polskim: „Rodacy” (Abakan), „Gazeta Petersburska” (Petersburg), „Wiadomości Polskie” (Krasnodar) i „Głos znad Pregoły” (Królewiec). Do stałych rubryk miesięcznika „Głos znad Pregoły” należą „Słynni Polacy w Rosji”. „We Wspólnocie Kultury Polskiej” oraz „Polskie drogi”, gdzie drukuje się wspomnienia Polaków z Królewca. „Gazeta Petersburska” i „Głos znad Pregoły” posiadają ponadto własne strony internetowe w językach polskim i rosyjskim.
Niemal w całej Rosji oprócz części Syberii i Dalekiego Wschodu można oglądać polską telewizję TVP Polonia za pomocą sygnału z satelity Eutelsat Hotbird 13C. W Rosji są dostępne wszystkie polskie strony internetowe, w tym serwisy informacyjne, poza treściami chronionymi prawami autorskimi i możliwymi do udostępnienia tylko na terenie Polski. Można także zaprenumerować wszystkie polskie czasopisma, które możliwość taką udostępniają.